# Nueve de Julio (kulle)
Nueve de Julio är en kulle i Antarktis. Den ligger i Västantarktis. Argentina, Chile och Storbritannien gör anspråk på området. Toppen på Nueve de Julio är 1 343 meter över havet.
Terrängen runt Nueve de Julio är kuperad åt nordost, men åt sydväst är den bergig. Trakten är obefolkad. Det finns inga samhällen i närheten.